# Oculinidae
Oculiniidae es una familia de corales marinos que pertenecen al orden Scleractinia, de la clase Anthozoa.
Los géneros de la familia incluyen especies tanto hermatípicas como ahermatípicas. Son coloniales. Los coralitos, o esqueletos individuales de los pólipos, son gruesos y están unidos por un suave coenesteum, o tejido esquelético común de la colonia. Los septa son muy salientes.
Al revelarse polifilética, tras análisis filogenéticos moleculares, algunos de los catorce géneros, anteriormente incluidos en esta familia, se han reasignado a nuevas familias, con lo que la familia Oculinidae ha pasado a incluir ocho géneros, siete de ellos con especies vivientes.

## Géneros
El Registro Mundial de Especies Marinas reconoce los siguientes géneros con especies vivientes en Oculinidae:
- Bathelia. Moseley, 1881
- Cyathelia. Milne-Edwards & Haime, 1849
- Madrepora. Linnaeus, 1758
- Oculina. Lamarck, 1816
- Petrophyllia. Conrad, 1855
- Schizoculina. Wells, 1937
- Sclerhelia. Milne Edwards & Haime, 1850

Géneros aceptados como sinonimia:
- Amphelia Milne Edwards & Haime, 1849 aceptado como Madrepora Linnaeus, 1758
- Amphihelia Milne Edwards & Haime, 1851 aceptado como Madrepora Linnaeus, 1758
- Archohelia aceptado como Petrophyllia Conrad, 1855
- Cyathohelia Milne Edwards & Haime, 1849 aceptado como Cyathelia Milne Edwards & Haime, 1849
- Lophohelia Milne Edwards & Haime, 1857 aceptado como Lophelia Milne Edwards & Haime, 1849
- Neohelia Moseley, 1881 aceptado como Madrepora Linnaeus, 1758